# Herman Pyk
Herman Pyk, född 18 april 1891 i Helsingborg, död 4 maj 1961 i Danderyds församling, Djursholms stad, var en svensk ingenjör och företagare.
Herman Pyk var son till skeppsredaren Nils Theodor Pyk och brorson till Carl-Gustaf Pyk. Han avlade mogenhetsexamen i Helsingborg 1909 och utexaminerades från Tekniska högskolans avdelning för skeppsbyggnad 1914. Pyk anställdes året därpå i AB Atlas Diesel, där han sedan förblev verksam. 1915–1917 var han provnings- och experimentingenjör, 1918–1924 försäljningsingenjör för Sverige och Storbritannien, 1925–1927 direktör i Atlas Diesel Company Ltd. i London, 1928–1939 överingenjör i Stockholm och 1940–1945 teknisk direktör där. Från 1945 var han bolagets vice VD. Pyk var styrelseledamot i AB Atlas Diesel från 1936, i Sveriges verkstadsförening från 1938, i Sveriges mekanförbund från 1940 (ordförande från 1947) och i Sveriges teknisk-industriella skiljedomsinstitut från 1944. Han blev 1943 ledamot av styrelsen för Metallografiska institutet och 1948 ledamot av Statens industrikommission. Pyk var en av tillskyndarna till en svensk normalkontoplan, som kom att utgöra grundval för enhetliga redovisningsmetoder och blev för stor betydelse för rationalisering inom den verkstadsmekaniska industrin.